# 포은대로
포은대로(Poeun-daero)는 경기도 용인시 수지구 상현동 광교상현 나들목과 광주시 역동 역동사거리를 잇는 경기도의 도로이다. 본래 경기도 수원시 팔달구 종로사거리부터 시작되었고 전 구간이 국도 제43호선에 속했으나 2002년 1월 7일 수지 ~ 광주간 도로(회안대로)가 개설되면서 일부 구간은 국도 지정에서 해제되었으며, 수원시 구간은 창룡대로로 분할되었다. 도로 명칭은 정몽주 선생의 호인 포은(圃隱)에서 유래하였다.

## 역사
- 1997년 12월 14일 : 수원 ~ 수지간 도로(수원시 팔달구 이의동 ~ 용인시 수지읍 죽전리) 4.63km 구간 확장 개통, 기존 3.04km 구간 폐지[1]
- 2001년 3월 13일 : 수지 ~ 광주간 도로(용인시 수지읍 죽전리) 2.7km 구간 확장 개통, 기존 1.95km 구간 폐지[2]
- 2002년 1월 7일 : 수지 ~ 광주간 도로(용인시 수지구 죽전동 ~ 광주시 오포읍 고산리) 11.7km 구간 확장 개통, 기존 용인시 수지구 죽전동 ~ 광주시 역동 구간 폐지[3]
- 2009년 8월 24일 : 2개 이상 시·군에 걸쳐있는 도로로 포은대로를 고시[4]
- 2011년 12월 1일 : 수원시 팔달구 팔달로1가 ~ 수원시 영통구 이의동 구간을 창룡대로로 분할[5]

## 주요 경유지
경기도
- 용인시 (수지구 (상현동 · 성복동 · 풍덕천동 · 죽전동) - 처인구 모현읍) - 광주시 오포읍 - 용인시 처인구 모현읍 - 광주시 (오포동 - 광남동 - 경안동)

## 노선
| 이름                                 | 접속 노선                                                        | 소재지                 | 소재지                                 | 비고                                            |
| 창룡대로와 직결                      | 창룡대로와 직결                                                  | 창룡대로와 직결        | 창룡대로와 직결                        | 창룡대로와 직결                                 |
| ------------------------------------ | ---------------------------------------------------------------- | ---------------------- | -------------------------------------- | ----------------------------------------------- |
| 광교상현 나들목                      | 171호선 용인서울고속도로                                         | 용인시                 | 수지구                                 | 국도 제43호선 구간                              |
| 광교중앙로삼거리                     | 광교중앙로                                                       | 용인시                 | 수지구                                 | 상현지하차도 국도 제43호선 구간                 |
| 상현 교차로                          | 상현로 수지로                                                    | 용인시                 | 수지구                                 | 상현지하차도 국도 제43호선 구간                 |
| 서원마을삼거리                       |                                                                  | 용인시                 | 수지구                                 | 국도 제43호선 구간                              |
| 상현동육교 교차로 (망현1육교)        | 상현로 성복2로                                                   | 용인시                 | 수지구                                 | 국도 제43호선 구간                              |
| 정평교                               |                                                                  | 용인시                 | 수지구                                 | 국도 제43호선 구간                              |
| 정평사거리                           | 만현로 수지로112번길                                             | 용인시                 | 수지구                                 | 국도 제43호선 구간                              |
| 풍덕고교사거리                       | 정평로 진산로                                                    | 용인시                 | 수지구                                 | 국도 제43호선 구간                              |
| 한국에너지관리공단삼거리 풍덕천교    |                                                                  | 용인시                 | 수지구                                 | 국도 제43호선 구간                              |
| 수지구청사거리                       | 문정로                                                           | 용인시                 | 수지구                                 | 국도 제43호선 구간                              |
| 문정중학교삼거리                     | 풍덕천로160번길                                                  | 용인시                 | 수지구                                 | 국도 제43호선 구간                              |
| 풍덕천사거리                         | 국가지원지방도 제23호선 (신수로)                                 | 용인시                 | 수지구                                 | 국도 제43호선 구간 국가지원지방도 제23호선 구간 |
| 풍덕천삼거리                         | 풍덕천~수서.분당 연결도로 분당수서로 (간접연결) 용구대로2469번길 | 용인시                 | 수지구                                 | 국도 제43호선 구간 국가지원지방도 제23호선 구간 |
| 죽전사거리                           | 국가지원지방도 제23호선 (용구대로)                               | 용인시                 | 수지구                                 | 국도 제43호선 구간 국가지원지방도 제23호선 구간 |
| 죽전삼거리                           | 대지로                                                           | 용인시                 | 수지구                                 | 국도 제43호선 구간                              |
| 죽전2교 뜨리에체아파트삼거리 죽전3교 |                                                                  | 용인시                 | 수지구                                 | 국도 제43호선 구간                              |
| 꽃메 교차로                          | 동백죽전대로                                                     | 용인시                 | 수지구                                 | 국도 제43호선 구간                              |
| 죽전4교                              |                                                                  | 용인시                 | 수지구                                 | 국도 제43호선 구간                              |
| 죽전 교차로 (죽전육교)               | 대지로                                                           | 용인시                 | 수지구                                 | 국도 제43호선 구간                              |
| 대지고개                             |                                                                  | 용인시                 | 수지구                                 | 국도 제43호선 구간                              |
| 처인구 모현읍                        |                                                                  | 용인시                 |                                        | 국도 제43호선 구간                              |
| 오산육교                             | 대지로 자작나무로 포은대로896번길                                | 용인시                 |                                        | 국도 제43호선 구간                              |
| 양촌교                               | 대지로 오산로                                                    | 용인시                 |                                        | 국도 제43호선 구간                              |
| 능원교                               | 능원로 오포로                                                    | 용인시                 |                                        | 국도 제43호선 구간                              |
| 능원육교                             |                                                                  | 용인시                 |                                        | 국도 제43호선 구간                              |
| 능원 교차로 (동림육교)               | 국가지원지방도 제57호선 (태재로)                                 | 용인시                 |                                        | 국도 제43호선 구간                              |
| 문형교                               |                                                                  | 용인시                 |                                        | 국도 제43호선 구간                              |
| 광주시                               | 오포동                                                           |                        |                                        | 국도 제43호선 구간                              |
| 광주시                               | 오포동                                                           | 문형2교                |                                        | 국도 제43호선 구간                              |
| 광주시                               | 오포동                                                           | 문형 교차로 (문형육교) | 문현로 오포로                          | 국도 제43호선 구간                              |
| 광주시                               | 오포동                                                           | 추자 교차로 (추자육교) | 오포로 현곡길                          | 국도 제43호선 구간 수원 방면 진입 불가          |
| 광주시                               | 오포동                                                           | 오포 교차로 (오포육교) | 오포로 오포로909번길 양촌길            | 국도 제43호선 구간                              |
| 광주시                               | 오포동                                                           | 오포 나들목            | 29호선 세종포천고속도로                | 국도 제43호선 구간                              |
| 광주시                               | 오포동                                                           | 고산 나들목            | 국도 제43호선 국도 제45호선 (회안대로) | 국도 제43호선 구간                              |
| 광주시                               | 장지교                                                           |                        | 광남동                                 | 광주시도 1호선 구간                             |
| 광주시                               | 장지사거리                                                       | 문암로 양벌로          | 경안동                                 | 광주시도 1호선 구간                             |
| 광주시                               | 장지삼거리                                                       | 역동로                 | 경안동                                 | 광주시도 1호선 구간                             |
| 광주시                               | 경기광주역                                                       | 광주역로               | 경안동                                 | 광주시도 1호선 구간                             |
| 광주시                               | 역동삼거리                                                       | 경충대로               | 경안동                                 | 광주시도 1호선 구간                             |
| 광주시                               | 역동사거리                                                       | 중앙로                 | 경안동                                 | 광주시도 1호선 구간                             |
| 광주대로와 직결                      |                                                                  |                        |                                        |                                                 |

## 주요 건물 및 시설
- 중앙예닮학교 (경기도 용인시 수지구 포은대로 91-19)
- 러스크재활병원 (경기도 용인시 수지구 포은대로 313)
- 한국에너지공단 경기지역본부 (경기도 용인시 수지구 포은대로 388)
- 수지구청 (경기도 용인시 수지구 포은대로 435)
- 문정중학교 (경기도 용인시 수지구 포은대로 455)
- 수지푸르지오월드마크 (경기도 용인시 수지구 포은대로 467)
- 아르피아타워, 용인포은아트홀, 용인아르피아체육공원 (경기도 용인시 수지구 포은대로 499)
- 죽전2동 행정복지센터 (경기도 용인시 수지구 포은대로 523)
- 죽전역 (경기도 용인시 수지구 포은대로 530)
- 신세계백화점 경기점 (경기도 용인시 수지구 포은대로 536)
- 이마트 죽전점 (경기도 용인시 수지구 포은대로 552)
- 신원물류센터 (경기도 광주시 포은대로 635)
- 이마트 미트센터 (경기도 광주시 포은대로 640-8)
- 광주시차량등록사업소 (경기도 광주시 포은대로 692-6)

## 같이 보기
- 창룡대로